# Großenmoor
Großenmoor ist ein Ortsteil der Marktgemeinde Burghaun im osthessischen Landkreis Fulda.

## Geographische Lage
Großenmoor ist rund fünf Kilometer vom Kernort Burghaun entfernt und liegt westlich davon an dem namensgebenden und als Naturschutzgebiet ausgewiesenen Großen Moor. Dieses rund 23 Hektar große Moorgebiet ist Quellgebiet der Schwarzbach, die als zehn Kilometer langer rechter östlicher Nebenfluss der Fulda durch den Kiebitzgrund fließt. In diesem Talsystem liegen auch die Nachbarorte Hechelmannskirchen, Langenschwarz und Schlotzau. Die Gemarkungsfläche beträgt 556 Hektar (1961), davon sind 164 Hektar bewaldet.

## Geschichte

Evangelische Kirche

### Ortsgeschichte
Die früheste erhalten gebliebene Erwähnung des Ortes aus dem Jahr 1501 in der Schreibweise More beurkundet dessen Existenz seit dem Jahr 1377. Allerdings lag nach dieser Urkunde More, wie ein großer Teil der Gegend, um 1500 wüst. Später war das Dorf zeitweise unterteilt in Großenmoor und Kleinmoor; letzteres ging in Großenmoor wieder auf.
Die Grundherrschaft lag bei dem Adelsgeschlecht der Ritter von Haune, die beiderseits des Unterlaufes der Haune begütert waren. Ihr Sitz war auf Burg Hauneck. Unter ihrer Herrschaft wurde in Großenmoor die Reformation eingeführt. Allerdings hatte das Kloster Fulda im 17. und 18. Jahrhundert in Großenmoor ebenfalls „Untertanen“. Dieser Umstand belegt eine Verbindung zu dem katholischen Nachbarort Rothenkirchen.
Hessische Gebietsreform (1970–1977)
Zum 1. Oktober 1971 fusionierten im Zuge der Gebietsreform in Hessen die bis dahin selbständigen Gemeinden Großenmoor, Hechelmannskirchen, Langenschwarz und Schlotzau freiwillig zur neuen Gemeinde Kiebitzgrund.

Nur Monate später, am 1. August 1972, wurde die Gemeinde Kiebitzgrund, und damit auch Großenmoor, durch das abschließende regionale Neugliederungsgesetz zur Gebietsreform in die Gemeinde Burghaun eingegliedert.

Für Großenmoor sowie für alle ehemals eigenständigen Gemeinden von Burghaun wurden Ortsbezirke mit Ortsbeirat und Ortsvorsteher nach der Hessischen Gemeindeordnung gebildet.

### Bevölkerung
Einwohnerentwicklung
- 1812: 20 Feuerstellen, 150 Seelen[1]

| Großenmoor: Einwohnerzahlen von 1812 bis 2013 | Großenmoor: Einwohnerzahlen von 1812 bis 2013 | Großenmoor: Einwohnerzahlen von 1812 bis 2013 | Großenmoor: Einwohnerzahlen von 1812 bis 2013 | Großenmoor: Einwohnerzahlen von 1812 bis 2013 |
| --- | --------------------------------------------- | --------------------------------------------- | --------------------------------------------- | --------------------------------------------- |
| Jahr |                                               |                                               |                                               | Einwohner                                     |
| 1812 | 1812                                          |                                               | 150                                           | 150                                           |
| 1834 | 1834                                          |                                               | 299                                           | 299                                           |
| 1840 | 1840                                          |                                               | 324                                           | 324                                           |
| 1846 | 1846                                          |                                               | 322                                           | 322                                           |
| 1852 | 1852                                          |                                               | 321                                           | 321                                           |
| 1858 | 1858                                          |                                               | 294                                           | 294                                           |
| 1864 | 1864                                          |                                               | 298                                           | 298                                           |
| 1871 | 1871                                          |                                               | 287                                           | 287                                           |
| 1875 | 1875                                          |                                               | 282                                           | 282                                           |
| 1885 | 1885                                          |                                               | 277                                           | 277                                           |
| 1895 | 1895                                          |                                               | 277                                           | 277                                           |
| 1905 | 1905                                          |                                               | 261                                           | 261                                           |
| 1910 | 1910                                          |                                               | 265                                           | 265                                           |
| 1925 | 1925                                          |                                               | 256                                           | 256                                           |
| 1939 | 1939                                          |                                               | 248                                           | 248                                           |
| 1946 | 1946                                          |                                               | 433                                           | 433                                           |
| 1950 | 1950                                          |                                               | 393                                           | 393                                           |
| 1956 | 1956                                          |                                               | 308                                           | 308                                           |
| 1961 | 1961                                          |                                               | 249                                           | 249                                           |
| 1967 | 1967                                          |                                               | 248                                           | 248                                           |
| 1970 | 1970                                          |                                               | 236                                           | 236                                           |
| 1980 | 1980                                          |                                               | ?                                             | ?                                             |
| 1990 | 1990                                          |                                               | ?                                             | ?                                             |
| 2000 | 2000                                          |                                               | ?                                             | ?                                             |
| 2011 | 2011                                          |                                               | 207                                           | 207                                           |
| 2013 | 2013                                          |                                               | 204                                           | 204                                           |
| Datenquelle: Historisches Gemeindeverzeichnis für Hessen: Die Bevölkerung der Gemeinden 1834 bis 1967. Wiesbaden: Hessisches Statistisches Landesamt, 1968. Weitere Quellen: LAGIS; Gemeinde Burghaun; Zensus 2011 |                                               |                                               |                                               |                                               |

Religionszugehörigkeit
| • 1885: | 267 evangelische (= 96,39 %), 10 katholische (= 3,61 %) Einwohner  |
| • 1961: | 210 evangelische (= 84,34 %), 36 katholische (= 14,86 %) Einwohner |

## Politik
Für Großenmoor besteht ein Ortsbezirk (Gebiete der ehemaligen Gemeinde Großenmoor) mit Ortsbeirat und Ortsvorsteher nach der Hessischen Gemeindeordnung. Der Ortsbeirat besteht aus fünf Mitgliedern. Bei den Kommunalwahlen in Hessen 2021 betrug die Wahlbeteiligung zum Ortsbeirat 71,43 %. Alle Kandidaten gehörten der „Bürgerliste Großenmoor“ an. Der Ortsbeirat wählte Klaus-Dieter Schäfer zum Ortsvorsteher.

## Infrastruktur
Durch Großenmoor führt die Landesstraße 3169, die den Ort mit Burghaun und Schlitz verbindet.